# Cicindela gallica
Cicindela gallica Brullé, 1834 è un coleottero carabide della sottofamiglia Cicindelinae.

## Descrizione
Verde sericeo a riflessi metallici, con alcune coppie di piccole macchie giallo brillanti sul dorso formate da squame. Mediamente misura 15 mm di lunghezza. Aspetto generale simile alle congeneri, si distingue per le caratteristiche macchie a "tilde" sulle elitre.
La più diffusa Cicindela campestris simile, presenta delle macchie altrettanto simmetriche, ma quasi puntiformi.

## Biologia
Attivissimo e veloce preda ogni genere di invertebrati, che dilania con le grandi mandibole ed in cui inietta succhi digestivi.

## Distribuzione e habitat
Il suo areale comprende Francia, Italia, Germania, Svizzera, Austria e Slovenia.

In Italia è presente dalle Alpi marittime, lungo tutto l'arco alpino fino alle Dolomiti.
Specie adattata alle altitudini più elevate, nelle Alpi centrali si può rinvenire ad oltre 3000 m .